# Chikara Tanabe
Chikara Tanabe (jap. 田南部 力, Tanabe Chikara; * 20. April 1975 in Iwanai, Landkreis Iwanai, Hokkaidō) ist ein ehemaliger japanischer Ringer. Er gewann bei den Olympischen Spielen 2004 eine Bronzemedaille im freien Stil im Bantamgewicht.

## Werdegang
Chikara Tanabe begann bereits im Alter von 5 Jahren mit dem Ringen. Er besuchte später eine Oberschule in Iwamizawa auf Hokkaidō und gehörte der Ringermannschaft dieser Schule an. In jener Zeit gewann er zweimal den Titel eines Oberschul-Meisters von Japan im freien Stil, dem Stil, den er ausschließlich pflegte. Der Titel eines Oberschul-Meister in Japan ist dem eines deutschen Jugendmeisters vergleichbar. Danach begann er ein Studium an der Sporthochschule in Tokio, trat der Tokioter Polizei bei und ließ sich zum Polizeioffizier ausbilden. Er wurde auch Mitglied des Ringerklubs der Tokioter Polizei. Sein Trainer war Masakazu Hijikata.
Bei einer Größe von 1,61 Metern rang Chikara Tanabe immer in der leichtesten Gewichtsklasse, bis zum Jahre 2001 im Fliegengewicht und nach Abschaffung dieser Gewichtsklasse seit 2002 im Bantamgewicht. 
Im Jahre 1996 wurde er erstmals japanischer Meister im Fliegengewicht. Im Jahre 2003 gewann er diesen Titel mit einem Sieg im Finale über Tomohiro Matsunaga zum fünften- und letzten Mal. Neben Matsunaga waren in jenen Jahren Shingo Hirai und Masashi Saito in Japan seine größten Konkurrenten.
Die internationale Karriere von Chikara Tanabe begann im Jahre 1997 bei der Asienmeisterschaft. Er belegte dort aber nur den 6. Platz. Besser schnitt er mit einem 2. Platz bei den Ost-Asien-Spielen 1997 in Busan ab, wo er nur von Maulen Mamirow aus Kasachstan besiegt wurde. Gute Platzierungen erreichte er auch noch bei den Ost-Asien-Spielen 2001 in Osaka, wo er hinter Maulen Mamirow und Li Zhengyu aus China auf den 3. Platz kam und bei den Asien-Spielen 2002 in Busan, wo er im Finale gegen Dilshod Mansurov aus Usbekistan verlor und sich vor Mohammed Rezai aus dem Iran und Maulen Mamirow platzierte. 
Bei den Weltmeisterschaften, bei denen er eingesetzt wurde, war er weniger erfolgreich. Das beste Ergebnis, das er bei einer Weltmeisterschaft erzielte, war der 6. Platz bei der Weltmeisterschaft 2002 in Teheran. Er siegte dort im Bantamgewicht über Hector Luis Camacho aus Venezuela und Iwan Djorew aus Bulgarien und verlor gegen Atscham Achilow aus Usbekistan. Bei der Weltmeisterschaft 2003 in New York kam er zu Siegen über German Kontojew aus Belarus und Michail Japaridse aus Kanada, verlor aber gegen Dilshod Mansurov und belegte den 7. Platz. 
Bei den Olympischen Spielen 2000 in Sydney gelang Chikara Tanabe nur ein Sieg über Moon Myung-seok aus Südkorea. Gegen Samuel Henson aus den Vereinigten Staaten verlor er und erreichte in der Endabrechnung nur den 10. Platz. Bei den Olympischen Spielen 2004 in Athen feierte er aber dann den größten Erfolg seiner Ringerlaufbahn, denn er gewann mit Siegen über Namig Abdullajew, Aserbaidschan, Yogeshwar Dutt, Indien und Kim Hyo-sub, Südkorea und einer Niederlage gegen Stephen Abas, Vereinigte Staaten, das sogenannte kleine Finale, in dem es um eine olympische Bronzemedaille ging und er besiegte in diesem Kampf Amiran Kartanow aus Griechenland klar nach Punkten (7:0). 
Nach diesen Olympischen Spielen trat er vom Wettkampfsport zurück.

## Internationale Erfolge
| Jahr | Platz  | Wettbewerb                                | Gewichtskl. | Ergebnis |
| 1997 | 6.     | Asienmeisterschaft                        | Fliegen     | Sieger: Jin Ju Dong, Nordkorea vor Ping Huiniu, China u. Gholamreza Mohammadi, Iran                                                                                           |
| 1997 | 2.     | Ost-Asien-Spiele in Busan                 | Fliegen     | hinter Maulen Mamirow, Kasachstan, vor Li Zhengyu, China u. Tümendembereliin Dsüünbajan, Mongolei                                                                             |
| 1998 | 11.    | WM in Teheran                             | Fliegen     | nach einer Niederlage gegen Iwan Zonow, Bulgarien, einem Sieg über Stanislaw Surdyka, Polen u. einer Niederlage gegen Nurdin Donbajew, Kirgisistan                            |
| 1998 | 7.     | Asien-Spiele in Bangkok                   | Fliegen     | nach einer Niederlage gegen Behnam Tayyebi, Iran, einem Sieg über Werapol Cottram, Thailand u. einer Niederlage gegen Jung Soon-won, Südkorea                                 |
| 1999 | 9.     | Asienmeisterschaft in Taschkent           | Fliegen     | nach Sieg über Moon Myung-seok, Südkorea u. Niederlage gegen Maulen Mamirow                                                                                                   |
| 1999 | 12.    | WM in Ankara                              | Fliegen     | nach einem Sieg über Stanislaw Surdyka, einer Niederlage gegen Leonid Tschutschunow, Russland, einem Sieg über David Legrand, Frankreich u. einer Niederlage gegen Iwan Zonow |
| 2000 | 8.     | Olympia-Qualifik.-Turnier in Minsk        | Fliegen     | Sieger: Samuel Henson, USA vor Haibo Meng, China u. German Kontojew, Belarus                                                                                                  |
| 2000 | 4.     | Olympia-Qualifik.-Turnier in Leipzig      | Fliegen     | hinter German Kontojew, Namig Abdullajew, Aserbaidschan u. Nurdin Donbajew |
| 2000 | 1.     | Olympia-Qualifik.-Turnier in Tokio        | Fliegen     | vor Namig Abdullajew u. Wassili Zeiher, Deutschland |
| 2000 | 10.    | OS in Sydney                              | Fliegen     | nach Sieg über Moon Myung-seok u. Niederlage gegen Samuel Henson |
| 2001 | 3.     | Ost-Asien-Spiele in Osaka                 | Fliegen     | hinter Maulen Mamirow u. Li Zhengyu |
| 2002 | 6.     | WM in Teheran                             | Bantam      | nach Siegen über Hector Luis Camacho, Venezuela u. Iwan Djorew, Bulgarien u. einer Niederlage gegen Atscham Achilow, Usbekistan                                               |
| 2002 | 2.     | Asien-Spiele in Busan                     | Bantam      | hinter Dilshod Mansurov, Usbekistan, vor Mohammad Rezai, Iran u. Maulen Mamirow                                                                                               |
| 2003 | 1.     | Beloglasow-Turnier in Kaliningrad         | Bantam      | nach Siegen über Sanaa Meegen, Russland, Ghenadie Tulbea, Moldawien, Nursad Babak, Iran, Talgat Jaiwenow, Kasachstan u. Mohammed Rezai                                        |
| 2003 | 2.     | Dave-Schultz-Memorial in Colorado Springs | Bantam      | hinter Samuel Henson, vor René Montero, Kuba |
| 2003 | 7.     | WM in New York                            | Bantam      | nach Siegen über German Kontojew u. Michail Japaridse, Kanada u. einer Niederlage gegen Dilshod Mansurov                                                                      |
| 2004 | 3.     | Yasar-Dogu-Memorial in Ankara             | Bantam      | nach Siegen über Mustafa Kartal u. Ersin Cetin, Türkei, Yang-Jae-hoon, Südkorea, einer Niederlage gegen Oleksandr Sacharuk, Ukraine u. einem Sieg über Murad Genctürk, Türkei |
| 2004 | Bronze | OS in Athen                               | Bantam      | nach Siegen über Namig Abdullajew, Yogeshwar Dutt, Indien u. Kim Hyo-sub, Südkorea, einer Niederlage gegen Stephen Abas, USA u. einem Sieg über Amiran Kartanow, Griechenland |

## Erläuterungen
- alle Wettbewerbe im freien Stil
- OS = Olympische Spiele, WM = Weltmeisterschaften
- Fliegengewicht, bis 1996 bis 52 kg Körpergewicht, von 1997 bis 2001 bis 54 kg Körpergewicht, danach abgeschafft, Bantamgewicht, seit 2002 bis 55 kg Körpergewicht